# Stig Olsen
Pour les articles homonymes, voir Olsen.
Stig Olsen, né en 1969, est un joueur de squash représentant la Norvège. Il est champion de Norvège à cinq reprises entre 1997 et 2007. 

## Palmarès

### Titres
- Championnats de Norvège: 5 titres (1997, 1999, 2000, 2005, 2007)

### Finales
- Championnats de Norvège: 3 finales (1996, 1998, 2001)